# Александровский округ (Сахалинский отдел)

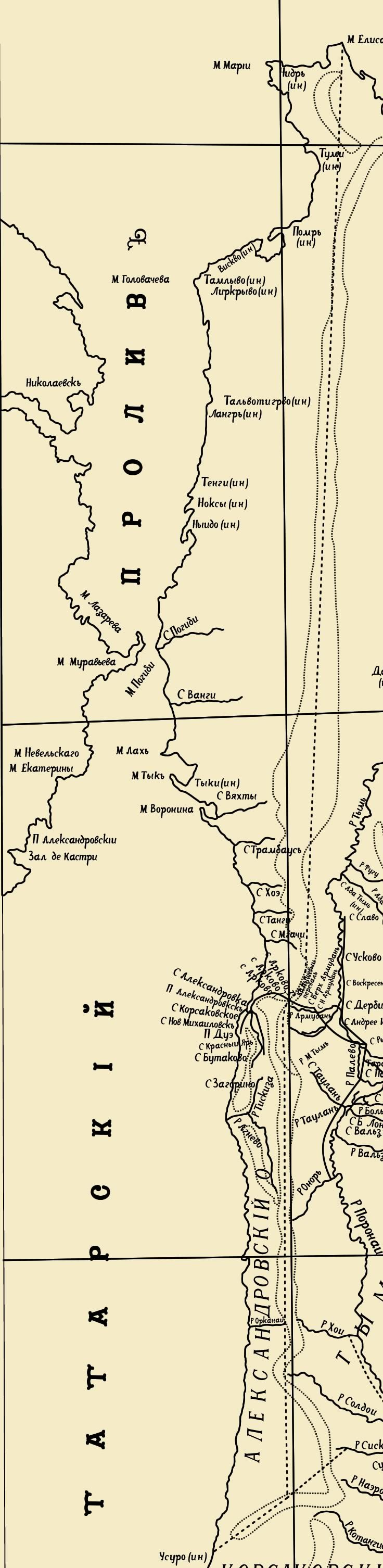
Александровский округ Сахалинского отдела Российской империи. Фрагмент административной карты 1890 г.

Александровский округ — административно-территориальная единица Сахалинского отдела Российской империи, существовавшая в 1884—1909 годах. Располагалась на острове Сахалин. Центр — Александровск-Сахалинский.
Александровский округ был образован в составе Сахалинского отдела 15 мая 1884 года.
По данным переписи населения 1897 года в округе проживало 11 119 жителей, из них «свободного состояния» — 5249 чел., ссыльнокаторжных — 2401 чел., ссыльнопоселенцев — 2499 чел., поселенцев из каторжан — 574 чел.
Национальный состав в 1897 году был следующим: русские — 60,2 %, нивхи — 10,7 %, украинцы — 7,3 %, поляки — 5,9 %, татары — 5,3 %, немцы — 1,1 %.
В 1898 году в округе имелось 3 церкви, 10 школ, 1 лечебница и 3 околотка.
В 1909 году Александровский округ был преобразован в Александровский участок.